# Кладањ
Кладањ је градско насеље у Босни и Херцеговини, у општини Кладањ, које административно припада Федерацији Босне и Херцеговине. Према попису становништва из 1991. у насељу је живјело 4.873 становника.

## Историја

### Други светски рат
Након капитулације Југославије, априла 1941, посаду Кладња сачињавале су усташке и домобранске јединице или муслиманска милиција. Немачке окупационе трупе биле су размештене у Кладњу само за време крупнијих операција против јединица НОВ и ПОЈ у источној Босни, нарочито од лета 1943. У августу и септембру 1941. народноослободилачки партизански одреди Бирча, обједињени почетком септембра у Бирчански НОП одред, извршили су заједно са Планинским четничким пуком пет напада на Кладањ (24, 29. и 30. августа и 5. и 13. септембра), али без изрећи (у првом нападу заузета је жандармеријска станица и извршен продор у град). У току зиме 1941—42. непријатељска посада у Одреда била је више пута блокирана. Кладањ су први пут ослободили делови 2. и 4. пролетерске бригаде 28. јуна 1943. У околини Одреда савезнички авиони спустили су 30. јуна прву пошиљку санитетског материјала за НОВ и ПО Југославије. У Кладњу су 6. јула продрли делови немачког 202. тенковског батаљона и у месној болници поубијали затечене рањенике. Већ сутрадан 7. крајишка ударна бригада поновно је ослободила Кладањ, али га је 12. јула напустила под притиском делова немачке 7. СС дивизије Принц Еуген. У 1943. и 1944. Одред. је још седам пута ослобађан: 18. октобра 1943. ослободили су га делови 27. ударне дивизије, 9. децембра 1943. муслиманска 16. ударна бригада, 4. маја 1944. ојачана 2. војвођанска ударна бригада, 29. јула 1944. године 38. ударна дивизија, 1. септембра 1944. поновно 16. муслиманска ударна бригада, 23. октобра 1944. бирчанска 19. ударна бригада, а 15. децембра 1944. делови 38. ударне дивизије. Седамнаеста мајевичка ударна бригада одбацила је 6. јануара 1945. према Олову бојну 12. усташког здруга и ушла у Кладањ, а место је коначно ослободила 20. романијска ударна бригада са Кладањским и Тузланским НОП одредом пошто је потиснула три четничка пука. У Кладњу су, због његовог повољног централног положаја, често смештане базе и болнице јединица НОВЈ. Кладањ је у току НОР 1941—45. дао 305 бораца, од којих је погинуло 77.

## Становништво
|                      | 2013.          | 1991.           | 1981.           | 1971.           | 1961.          |
| Укупно               | 4 026 (100,0%) | 4 873 (100,0%)  | 4 091 (100,0%)  | 3 379 (100,0%)  | 2 825 (100,0%) |
| Бошњаци              | 3 798 (94,34%) | 3 655 (75,01%)1 | 2 925 (71,50%)1 | 2 719 (80,47%)1 | 216 (7,646%)1  |
| Срби                 | 61 (1,515%)    | 870 (17,85%)    | 615 (15,03%)    | 528 (15,63%)    | 851 (30,12%)   |
| Босанци              | 46 (1,143%)    | –               | –               | –               | –              |
| Роми                 | 33 (0,820%)    | –               | –               | –               | –              |
| Неизјашњени          | 29 (0,720%)    | –               | –               | –               | –              |
| Хрвати               | 24 (0,596%)    | 21 (0,431%)     | 29 (0,709%)     | 53 (1,569%)     | 132 (4,673%)   |
| Муслимани            | 10 (0,248%)    | –               | –               | –               | –              |
| Остали               | 9 (0,224%)     | 99 (2,032%)     | 33 (0,807%)     | 15 (0,444%)     | 4 (0,142%)     |
| Босанци и Херцеговци | 7 (0,174%)     | –               | –               | –               | –              |
| Албанци              | 5 (0,124%)     | –               | 8 (0,196%)      | 4 (0,118%)      | 3 (0,106%)     |
| Непознато            | 4 (0,099%)     | –               | –               | –               | –              |
| Југословени          | –              | 228 (4,679%)    | 455 (11,12%)    | 39 (1,154%)     | 1 576 (55,79%) |
| Црногорци            | –              | –               | 20 (0,489%)     | 18 (0,533%)     | 30 (1,062%)    |
| Македонци            | –              | –               | 5 (0,122%)      | 2 (0,059%)      | 6 (0,212%)     |
| Словенци             | –              | –               | 1 (0,024%)      | 1 (0,030%)      | 5 (0,177%)     |
| Мађари               | –              | –               | –               | –               | 2 (0,071%)     |

1. 1 На пописима од 1971. до 1991. Бошњаци су пописивани углавном као Муслимани.